# Dolores La Agujetas
Dolores de los Santos Bermúdez (La Agujeta) es una cantaora gitana de flamenco nacida en Jerez de la Frontera (España) el 12 de mayo de 1960. Su nombre artístico es "Dolores Agujetas" o "Dolores La Agujeta". Es hija de Manuel de los Santos Pastor (Manuel Agujetas), y nieta de Agujetas el Viejo, es de una familia gitana de pura raza flamenca.

## Biografía
Su debut en Jerez en 1991, es el primer intento profesional, tomando bastante éxito entre la afición, acompañada a la guitarra por el genio Parrilla de Jerez.
En el año 2000 graba su primer CD, a partir sus primeras actuaciones empiezan a interesarse por ella y es llamada para cantar en diversos lugares del mundo como en Japón, en Holanda, en Francia, en Alemania, en Bélgica, etc., realizando magníficas actuaciones. También empezó a ser solicitada en Teatros, Festivales, Peñas flamencas y tablaos, así Dolores fue cada vez más importante dentro del mundo flamenco.
Ha exportado sus cantes a numerosos festivales internacionales e importantes teatros en países como: Francia, Alemania, Bélgica, Holanda, Austria, Japón y nacionales en Madrid, Barcelona, Sevilla, Bilbao, Córdoba, Granada, Pamplona, Cádiz, Jerez de la Frontera, etc… En 2009 graba el CD compacto MUJEREZ junto a Juana del Pipa, La Macanita y Moraito Chico que obtiene los Premios Nacionales de la crítica Flamenco Hoy al mejor disco de cante y acompañamiento. Este disco originó el espectáculo MUJEREZ que realizaron importantes funciones en el Palacio de Bellas Artes de Bruselas, Ámsterdam, Festival Flamenco de Nimes en Francia, Bilbao, Teatro Alhambra de Granada, Plaza de la Corredera en Córdoba, Festival de Nou Barris en Barcelona, Teatro Lope de Vega dentro de la Bienal de Sevilla 2010 y por último en el Auditorio Nacional de la Música de Madrid dentro del ciclo Andalucía Flamenca 2012.
Actualmente se la reconoce como una de las máximas representantes del cante flamenco  jerezano aunque alejada de toda comercialidad, ofreciendo en todas sus actuaciones un Arte centenario sin contaminar.
En la actualidad se encuentra disponible su último trabajo discográfico en edición digital  ”VIVO”; grabado en directo y acompañada por la guitarra de su hijo Agujetas Chico, en el salón de la Peña Flamenca la Bulería durante el pasado Festival Internacional de Flamenco de Jerez.

## Discografía
- Hija del duende (Año 2000)
- Dolores la Agujeta (Año 2004) (enlace roto disponible en Internet Archive; véase el historial, la primera versión y la última).
- Mujerez (2009) - Con Juana la del Pipa y La Macanita
- Cantaora (2016)[4]